# Gerardo Mejía
Gerardo Mejía (Guayaquil; 16 de abril de 1965), también conocido por su monónimo Gerardo, es un rapero, cantante y actor ecuatoriano que luego se convirtió en ejecutivo de la industria discográfica y, posteriormente, en pastor.
En su haber, posee dos certificaciones de oro por la Recording Industry Association of America por su álbum Mo' Ritmo y el sencillo más popular del artista, «Rico Suave».

## Carrera musical
Nacido en Guayaquil, Ecuador, se mudó con su familia a Glendale, California, cuando tenía 12 años. Con base en Los Ángeles, California, Gerardo se hizo conocido por su bandana, jeans ceñidos rotos, botas vaqueras y chamarra que usaba con el torso sin camisa. A veces se refiere a sí mismo como el "Elvis latino", el "Frank Sinatra latino" o el "Tony Zuzio latino".
La primera aparición importante de Gerardo en el mundo del espectáculo fue como Ricky en la película de 1987 Can't Buy Me Love. Más tarde fue elegido para el personaje de Bird en la película Colors de 1988, sobre la violencia de las pandillas en el centro sur de Los Ángeles. Esta fue también la primera vez que se exhibieron sus habilidades de baile, en una de las escenas de la fiesta; sin embargo, no cantó en ningún momento de la película.
Su sencillo «Rico Suave» apareció en su álbum debut de 1991, Mo' ritmo. El álbum alcanzó el puesto número 36 en la lista Billboard 200 en junio de 1991; el sencillo había alcanzado el puesto número 7 en abril. Esta canción, así como algunas otras de Gerardo, incluye versos y/o estrofas en inglés y español, siendo el artista latino que introdujo y popularizó el spanglish como parte de la cultura hip hop latina. Aunque su siguiente sencillo "We Want the Funk" (un semi-remake de "Give up the funk" del  grupo Parliament, que más bien hacía un sampleo del coro de la canción) alcanzó el puesto 16.
Gerardo lanzó una versión en español y otra en spanglish de Rico Suave. La popularidad de «Rico Suave» ha hecho que Gerardo sea conocido como un one-hit wonder a través de fuentes como MTV, VH1, Synthesis Magazine.
En 2005, la cadena VH1 votó a «Rico Suave» como una de las 100 mejores canciones de la década de los 90´s. Esta y otra que lleva su nombre, «Gerardo», se convirtieron en ícono del hip hop latino de lo que sería la vieja escuela y del rap en español, llegando a haber una sinonimia entre ellos, lo que se refleja en la intro del videoclip de «We Want The Funk».
Además de «Rico Suave» y "We want the funk" otros éxitos de los primeros álbumes de Gerardo fueron "Latin till I die", "Ven Michu Michu", "María Elisa", "Arroz con carne" y "When the lights go out". En «Latin till I die» usa como base de la pista la música y el coro de «Oye cómo va» de «Tito Puente». 
En una aparición en 2013 en el programa de Katie Couric Katie, Gerardo habló sobre su enfoque de vida como pastor de jóvenes cristianos expresado en su álbum 180°, nombrado así por el cambio radical en su vida que atribuye a Dios. El sencillo de este álbum fue la canción «Sueña», que contó con un vídeo musical grabado en Ecuador.
Más tarde, en su álbum La iglesia de la calle, grabó la canción «Raperito» junto al rapero puertorriqueño Vico C. El álbum recibió una nominación en los Premios Arpa 2007 como "Mejor álbum urbano". Posteriormente, participó en Reggaeton Nights, el primer evento de música urbana cristiana que logró llenar el Coliseo de Puerto Rico que reunió a Melvin Ayala, Redimi2, Maso, Tercer Cielo y otros.
Ha lanzado sencillos para su producción Luces, cámara, unción anunciada desde 2009, como «No me podrán vencer», «Busco un país», «The King» (tema para promocionar «Suave says») y «Señor Presidente», dedicada al ex presidente ecuatoriano Rafael Correa.
Finalizando el año 2014, Gerardo y su familia fueron protagonistas de un programa de telerrealidad llamado "Suave Says", que sería transmitido por VH1. Duró una temporada con 9 episodios.
En 2021 colaboró con «Sophy Mell», «Santiago The Killa» y «Cotizados Family» para la canción de pop urbano latino «Arroz Con Huevo».
En 2021, preparó su regreso a la música con una canción titulada «Agua amarga», el cual, interpretaba junto a Funky, y «Eres bueno» junto a Frankie J y Alex Zurdo.

## Vida personal
Gerardo, en su juventud fue considerado un «sex symbol». Ya adulto se ha convertido en ejecutivo de A&R en Interscope Records, fue el responsable de llamar la atención de los ejecutivos de Interscope Label Executives a Enrique Iglesias al mercado norteamericano en 1998 y de firmar al cantante de rap Bubba Sparxxx.
Gerardo está casado con Kathy Eicher, una exreina de belleza que fue Miss West Virginia 1989, y juntos tienen tres hijos: Nadia, Bianca y Jaden. Nadia pasó a competir en concursos de belleza como su madre y ganó el título de Miss California USA en 2016 y Miss Ecuador Universo en el 2025. También tienen una nieta, Lily.
En 2012, fue descalificado como candidato a asambleísta en el exterior en las elecciones legislativas de Ecuador de 2013 por el Partido Social Cristiano, sin embargo, en 2016 logró ser candidato para las elecciones legislativas de Ecuador de 2017.
Fue ordenado pastor en Praise Chapel en Kansas City y ahora es pastor de la iglesia House of Grace en Ashland, Kentucky.

## Filmografía
| Año  | Film/Television     | Rol            | Other notes                      |
| ---- | ------------------- | -------------- | -------------------------------- |
| 1987 | Can't Buy Me Love   | Ricky          |                                  |
| 1988 | Colors              | Bird           |                                  |
| 1988 | Supercarrier        | Luis Cruz      | Serie de televisón               |
| 1994 | A Million to Juan   | Flaco          |                                  |
| 1994 | Somebody to Love    | Armando        |                                  |
| 2003 | Pauly Shore Is Dead | Rico Suave     |                                  |
| 2003 | Mi Casa, Su Casa    | Miguel Sanchez | También conocida como Loco Love. |
| 2014 | Suave Says          | Él mismo       | TV series                        |

## Discografía

### Álbumes
| 1991                                                         | Mo' Ritmo - Lanzado: 29 de enero de 1991. - Label: Interscope Records                 | 36 | 64 |
| 1992                                                         | Dos - Lanzado: 15 de septiembre de 1992. - Label: Interscope Records                  | —  | —  |
| 1994                                                         | Así Es - Publicado: 31 de mayo de 1994 - Label: EMI Records                           | —  | —  |
| 1995                                                         | Derrumbe - Publicado: 6 de junio de 1995 - Label: EMI Records                         | —  | —  |
| 2001                                                         | Gerardo: Fame, Sex y Dinero - Publicado: 9 de octubre de 2001. - Label: Thump Records | —  | —  |
| 2004                                                         | 180° - Publicado: 28 de septiembre de 2004. - Label: Univision Records                | —  | —  |
| 2007                                                         | La Iglesia de la Calle - Publicado: 23 de octubre de 2007 - Label: Machete Music      | —  | —  |
| TBA                                                          | Luces, cámara y unción[citation needed] - Anunciada: 2009 - Label: Interscope Records | —  | —  |
| "—" indica que el álbum no llegó a las listas o no se lanzó. |                                                                                       |    |    |

### Long Play
- Mo' Ritmo (1991)
- Dos (1992)
- Así es (1994)
- Derrumbe (1995)
- Fame, sex y dinero (2001)
- 180 grados (2004)
- La iglesia de la calle (2007)
- Luces, cámara y unción (TBA)

### Singles
- "Rico Suave" (1991; No. 7 US Billboard Hot 100),[40] No. 87 in Australia.[41]
- "We Want the Funk" (1991; No. 16 US Billboard Hot 100)[40] No. 128 in Australia.[42]
- "When the Lights Go Out" (1991; No. 98 US Billboard Hot 100)[40]
- "Latin Till I Die (Oye Como Va)" (1991)
- "Here Kitty Kitty" (1992)
- "Love" (1992)
- "Maria Elisa" (1994)
- "Ae-Ah" (featuring The Outhere Brothers) (1998)
- "Americana" (2004)
- "Sueña" (2005)
- "Raperito" (featuring Vico C) (2007)
- "Agua Amarga" (featuring Funky) (2021)
- "Eres bueno" (featuring Alex Zurdo & Frankie J) (2021)